# Prandorffy (Adelsgeschlecht)
Die Prandorffy (auch Prandorffer) waren ein deutschstämmiges ungarisches Adelsgeschlecht, das im Komitat Hont ab dem 16. Jahrhundert ansässig war und dort die Herrschaft Horne Devičany besaß.

## Geschichte
Da viele Quellen durch die Türkenkriege und deren Besatzungen der Komitate Hont, Neutra und Neograd zerstört wurden, gibt es keine Informationen über die Herkunft dieses Adelsgeschlechts. In älteren Urkunden aus dem 16. Jahrhundert wird das Geschlecht Prandorffer de Bako Bánya (1546), und Prandorffer de Prandorff alias Felsö Teóth Baka (1584) genannt. Federmayer hält die deutsche Herkunft dieser Adelsgeschlecht für plausibel, da die Familie eine starke Beziehung zu der benachbarten deutschen Bergbaustadt Pukanci hatte.

## Bekannte Mitglieder
Thomas Prandorffer der Ältere (Tomáš Prandorffer; ? – nach 1570) ist die einflussreiche Persönlichkeit dieser Familie. Urkundlich scheint es das Thomas in den Diensten von Hans Katzianer angefangen hat, da er in einem Brief an König Ferdinand I. die Zahlung seiner Gehaltsrückstände fordert. Später trat Thomas in seiner Jugend in die Dienste des Präfekten und königlichen Hauptmanns von Pressburg, Niklas Graf von Salm, ein. Er wurde Mitglied an dessen Hof und bekam dadurch den Posten des Verwalters der Burg Bratislava und die Verwaltung des Gutshofes der Großen Schüttinsel (belegt durch eine Urkunde vom 1546). In den folgenden Jahren hat sich Thomas Prandorffer am Hof des Grafen Salm bewährt und bekam dadurch immer wichtigere Burggüter und Besitzungen unter seine Verwaltung. Er war Wirtschaftsverwalter der Herrschaften in Levice (urkundlich 1549–1551), Komárno (1552) und Trenčín (1555–1556). Schließlich ernannte ihn König Ferdinand I. wegen seiner treuen Dienste zum Hauptmanns der ungarischen Hauptstadt Pressburg (1557–1559). Prandorffer sprach kein Ungarisch, nur Deutsch und Latein. Laut Takáts Sándor verständigte er sich mit seinen Untertanen durch einen Übersetzer.

### Chronologische Reihenfolge seiner Ämter
Folgende Funktionen und Ämter hatte Thomas Prandorffer der Ältere inne:
- 1535: Königlicher Dreißigstbeamter (lateinisch: tricesimator regni; ungarisch: trencséni harmincados) von Trenčín
- 1550–1561: 11 Jahre lang war er Prokurator und Hauptmann der Burg Bratislava
- 1549/1550–1550: Herr/Präfekt von Levice (an der Seite von Uriel von Majthényi)
- 1552–1555: Gerichtsrichter und Burggraf in Komárom (ungarisch: komáromi udvarbíró)[9]
- 1554: Hofrichter des Komitats Gömör (ungarisch: gömöri provizor)
- 1555–1557/1558: Hofrichter von Trenčín (ungarisch: trencséni udvarbíró)[10]
- 1559: Berater der ungarischen Hofkammer (ungarisch: a Magyar Kamara tanácsosa)
- 1559–1565: Dreißiger von Pressburg (ungarisch: pozsonyi harmincados)
- 1557–1560: Haupt-Dreißiger von Pressburg (ungarisch: pozsonyi főharmincados)
- 1559–1566: Direktor des Salzamtes von Pressburg (ungarisch: pozsonyi sóhivatal igazgatója).

### Familie
Thomas Prandoffer heiratete 1555 Katarina Szentpétery auf der Burg Trenčín. Sie heiratete nach seinem Tod Thomas Borovsky.
Das Ehepaar hatte unter anderen den Sohn Thomas Prandorffer den Jüngeren, der in die kaiserliche Armee eintrat und in der Festung Győr diente. Die Tochter Magdalena Prandorffer ehelichte den Adeligen Jan Chlievansky aus Bátoviec (Chlewenszky de Báth).

## Wappen
Das Wappen des königlichen Beamten Tomáš Prandorffer ist auf Siegeln von 1546 und 1555 erhalten. Im Schild ist ein liegender Hirsch nach rechts blickend. Auf dem Helm drei Straußenfedern. Die Färbung ist noch unbekannt.
Im 16. Jahrhundert hatten die Prandorffy in Komitat Hont ein eigenes Wappen.